# Гратиешты (село)
Гратиешты (также Грэтиешть; рум. Grătiești) — село в составе коммуны Гратиешты в муниципии Кишинёв в Республике Молдова. В состав коммуны также входит село Гульбоака.

## История
Деревня Гратиешты впервые появляется в документальном источнике в 1748 году под названием Гульбоака-Ноуэ (рум. Hulboaca Nouă) примерно в 2—3 км от нынешнего села Гульбоака. В середине XIX века землёй владел потомственный почётный гражданин, арендатор Илья Маркович (Эля Мордкович) Выводцев (отец анатома Д. И. Выводцева), который вместе с Гульбоакой сдавал её в аренду под еврейскую земледельческую колонию. Во второй половине XIX века в Гульбоака-Ноуэ отмечались более высокие темпы роста, чем в соседнем селе: в 1859 году насчитывалось 72 дома, а население — 284 человека; в 1870 году — 84 дома и 428 жителей; в 1875 году — 95 домов и 405 жителей; наконец, в 1904 году — 109 домов и 992 жителя. В 1904 году был освящен местный храм Святой Троицы. В 1915 году здесь открыла свои двери двухклассная начальная школа.
По данным на 1923 год в деревне насчитывалось 3 боярских дома и 200 домов, в которых проживало 919 жителей, функционировали почта и ратуша.
В 1940 году в деревне проживало 1124 человека, а в 1949 году — 2075 человек.

## Экономика
В селе Гратиешты было построено экспериментальное хозяйство Молдавского отделения Союзного института научных исследований в области табачной культуры. Оно производило семена табака и было основным поставщиком семян для других табачных хозяйств республики. В Гратиешты развито виноградарство и разведение крупного рогатого скота. Здесь имеется средняя школа, публичная библиотека, дом культуры, комбинат социального обслуживания, детский сад, родильный дом, другие социальные объекты. Введено в эксплуатацию несколько многоквартирных домов. В 1963 году на территории Гратиешты была организована Совхозная школа виноделия и виноградарства в Кишинёве, которая также производила десертное вино «Гратиешты».

## Население
По данным переписи 2014 года, в коммуне проживало 6183 человека. По переписи 2004 года здесь насчитывалось 6 242 человека.